# Grün-Weiß Wuppertal
Grün-Weiß Wuppertal (offiziell: Turn- und Sportverein Grün-Weiß Wuppertal 89/02 e. V.) ist ein Sportverein aus Wuppertal. Die erste Fußballmannschaft spielte ein Jahr in der höchsten niederrheinischen Amateurliga.

## Geschichte

### Strukturelle Entwicklung
Am 1. Mai 1902 wurde der Barmer Männerturnverein gegründet, der seinen Namen nach dem Beitritt der Sportfreunde Wichlinghausen in TSK 02 Barmen änderte. Dieser fusionierte im Jahre 1945 mit TuRa Barmen zum TSV Grün-Weiß Wuppertal. TuRa Barmen wiederum ging auf den im Jahre 1909 gegründeten SV 09 Barmen zurück, der zwei Jahre später dem Oberbarmer TV beitrat. 1923 schloss sich dieser mit dem SSV Rittershausen zu TuRa Barmen zusammen.
Noch ältere Wurzeln hat der im Juli 1889 gegründete TB Blombacher Bach, der sich 1921 mit dem im Jahre 1909 gegründeten TV Germania Laaken zum TB Laaken-Blombacherbach zusammenschloss. Am 30. November 1930 wurde der FC Kemna gegründet, der 1937 mit dem TB Laaken-Blombacherbach zum TuS Grün-Weiß Blombacherbach fusionierte. Schließlich fusionierten 1994 der TSV Grün-Weiß Wuppertal und der TuS Grün-Weiß Blombacherbach zum TuS Grün-Weiß Wuppertal. Neben Fußball bietet der Verein die Sportarten Aroha, Badminton, Gymnastik, Handball und Wandern an.

### Fußball
Die Fußballer erreichten im Jahre 1948 den Aufstieg in die Bezirksklasse und schafften nach Relegationsspielen gegen den SVG Neuss-Weißenberg und dem VfB Rellinghausen den Durchmarsch in die Landesliga, seinerzeit die höchste Amateurliga am Niederrhein. Die Grün-Weißen wurden in der Aufstiegssaison 1949/50 prompt Vizemeister hinter dem Cronenberger SC. Die Derbys der beiden Mannschaften wurden von 8000 bzw. 14.000 Zuschauern im Stadion am Zoo verfolgt. Im Jahre 1956 verpasste die Mannschaft als Tabellenneunter die Qualifikation für die neu geschaffene Verbandsliga Niederrhein und musste zwei Jahre später in die Bezirksklasse absteigen.
In der Saison 1958/59 wurden die Grün-Weißen gar in die Kreisklasse durchgereicht. Nach vielen Jahren in unteren Spielklassen ging es in den 2010er Jahren wieder nach oben. Im Jahre 2012 stiegen die Grün-Weißen in die Bezirksliga auf und wurden auf Anhieb Vizemeister hinter dem SV Union Velbert. Die folgende Saison 2013/14 brachte den Aufstieg in die Landesliga, im Jahr darauf stieg man aber gleich wieder ab.

### Handball
Die Feldhandball-Abteilung von TuRa Barmen spielte ab 1933/34 in der erstklassigen Handball-Gauliga Niederrhein. 1934, 1937 und 1943 errang der Verein die Gaumeisterschaft und qualifizierte sich somit für die Deutsche Feldhandballmeisterschaft, bei der Barmen 1937 bis ins Halbfinale vorstoßen konnte.

## Persönlichkeiten
| - Helmut Braselmann - Krzysztof Benedyk - Julia Dickhaus - Dieter Fern - Gunnar Gerisch | - Necirwan Khalil Mohammad - Björn Kluft - Kolja Pusch - Jean-Louis Tavarez - Richard Sukuta-Pasu | - Ferhat Ülker - Luciano Velardi - David Vržogić - Klaus Zentara |